# 阿部華也子
阿部 華也子（あべ かやこ、1996年（平成8年）6月18日 - ）は、日本のタレント、ニュースキャスター、天気キャスター、キャスター、フリーアナウンサー、YouTuberである。セント・フォース所属。

## 来歴
岩田中学校3年時に同校文化祭のDVDに出演したことをきっかけにカメラマンにスカウトされ、大分県のご当地アイドルグループ「SPATIO」のメンバーとして活動し、大学を受験するために高校2年時に活動を終えた。
2016年4月にセント・フォースの子会社株式会社スプラウトとマネジメント契約し、小野彩香の後任としてフジテレビ系列の情報番組『めざましテレビ』の7代目お天気キャスターを務めた。
2017年4月にセント・フォースへ移籍し、2021年6月15日に公式YouTubeチャンネル「かやちゃんねる。」を開設した。
6年間担当した『めざましテレビ』のお天気キャスターを2022年4月1日で卒業し、4月9日から『めざましどようび』の総合司会・エンタメキャスター兼務を生田竜聖・西山喜久恵とともに担当する（ただし、不定期でのエンタメリポーターとしての出演は継続する）。

## 人物・エピソード
- 大分県出身。
- 岩田中学校・高等学校[4]を経て、早稲田大学文学部を卒業[5]した。
- 身長は165cm。
- ORICON NEWS「 好きなお天気キャスター／天気予報士ランキング」で、第15回[6]と第16回[7]で1位に選出され、女性キャスター（天気予報士）として初めて2年連続1位[8]となった。
- back numberの大ファンである。[注 3]
- フジテレビアナウンサーの竹内友佳は、同郷で中学・高校・大学の先輩にあたる[注 4][9]。

## 出演

### 情報番組
- めざましテレビ（フジテレビ）
  - 7代目お天気キャスター（2016年4月4日 - 2022年4月1日）[注 5]
  - 不定期のエンタメリポーター（2022年4月4日 - ）
- めざましどようび（フジテレビ）
  - メインキャスター・エンタメキャスター（2022年4月9日 - ）
  - 代理お天気キャスター（2024年8月17日）[注 6]

### ドラマ
- 顔だけ先生（東海テレビ、2021年10月9日 - 12月18日） - 小畑友理佳 役[10]

### ラジオ
- gee up sprout（FMサルース 2015年11月28日）

### ミュージック・ビデオ
- 指原莉乃「それでも好きだよ」（2012年）[1]

### 劇場アニメ
- ブルーサーマル（2022年3月4日、東映） - 記者 役[11]

### CM
- 個人向け国債「はじめての個人向け国債」篇

## 書籍

### 写真集
- 原色美人キャスター大図鑑2017（2017年3月3日、文藝春秋 )
- 原色美人キャスター大図鑑2018（2017年11月6日、文藝春秋 ) ISBN 978-4-16-008657-9
- １ｓｔ写真集「Sweet Journey」（2018年12月3日、小学館、撮影：根本好伸）[12]ISBN 978-4-09-682284-5
- デジタル原色美女図鑑　阿部華也子（2020年1月22日、文藝春秋 )
- 原色美人キャスター大図鑑2020（2020年1月22日、文藝春秋）ISBN 978-4-16-007004-2
- 2nd写真集「華」（2024年3月25日、小学館）[13]ISBN 978-4096824481

### 雑誌
- 週刊ビッグコミックスピリッツ 2016年27号（2016年5月30日、小学館）
- 週刊ビッグコミックスピリッツ 2018年13号（2018年2月26日、小学館）
- 週刊ビッグコミックスピリッツ 2019年1号（2018年12月3日、小学館）
- 週刊ビッグコミックスピリッツ 2020年12号（2020年2月17日、小学館）

### カレンダー
- 阿部華也子 2017年 カレンダー（2016年10月22日、トライエックス） JAN 4968855171930
- 阿部華也子 2018年 カレンダー（2017年11月04日、トライエックス） JAN 4968855181915
- 阿部華也子 2019年カレンダー （2018年10月13日、トライエックス） JAN 4968855191907
- 阿部華也子 2020年カレンダー （2019年11月2日、トライエックス） JAN 4968855202290
- 阿部華也子 2021年カレンダー （2020年10月17日、トライエックス） JAN 4968855212206
- 阿部華也子 2022年カレンダー （2021年11月08日、トライエックス） JAN 4968855222304

## イベント
- 一日警察署長 麻生警察署（2016年9月20日）[14]
- 一日警察署長 品川警察署（2017年9月24日）[15]
- 「セント・フォースカレンダー2018」刊行記念握手会 開催、2017年12月9日、書泉ブックタワー、秋葉原[16]
- 阿部華也子ファースト写真集 「Sweet Journey」刊行記念握手会開催、2018年12月9日[17]
- 秋の火災予防運動、2019年11月8日、東京・四谷消防署 - 一日消防署長[18]
- 特殊詐欺根絶、2020年2月15日、東京都庁 - 一日犯罪抑止対策本部長[19]
- 一日警察署長 渋谷警察署（2024年6月3日）[20]

## その他コンテンツ
- 美学生図鑑